# Don Milani – Proboszcz z Barbiany
Don Milani – Proboszcz z Barbiany (wł. Don Milani il priore di Barbiana) – miniserial religijny produkcji włoskiej z 1997, w reżyserii Andrea i Antonio Rizzich, z Sergio Castellitto w roli głównej, którego scenariusz oparty został na biografii działacza społecznego i pedagoga ks. Lorenzo Milaniego.
Miniserial wyemitowano po raz pierwszy 2 i 3 grudnia 1997 na kanale Rai 2.

## Fabuła
W dwóch częściach opowiedziana została historia ks. Milaniego, który przybył do Barbiany w Toskanii 6 grudnia 1954. W ubogim miasteczku zorganizował szkołę dla dzieci swoich parafian.

## Obsada
- Sergio Castellitto jako Lorenzo Milani
- Roberto Citran jako Adriano Milani
- Ilaria Occhini jako matka ks. Milaniego
- Gianna Giachetti jako Eda
- Evelina Gori jako matka Edy
- Adelaide Foti jako nauczycielka
- Adelmo Togliani jako Francuccio
- Arturo Paglia jako Michele
- Alberto Gimignani jako Maresco
- Dario D'Ambrosi jako Benito
- Mauro Marino jako nauczyciel Ammannat
- Mario Valgoi jako Gatti
- Bettina Giovannini jako Elena
- Lorenza Indovina jako Adele Corradi